# Guitarra laúd
La guitarra laúd (o laúd guitarra) es un instrumento musical de cuerda pulsada de los siglos XIX y XX originario de Alemania.

## Descripción
La guitarra laúd es un cordófono híbrido entre un laúd de caja de resonancia abombada y una guitarra. Posee la forma de un laúd pero se toca y se afina como una guitarra.  El puente, las cuerdas, los trastes y el diapasón son como las de la guitarra (aunque el mástil es más estrecho que el de la guitarra moderna) en cambio el aspecto de la caja de resonancia y el clavijero tienden al laúd. La parte posterior de la caja de resonancia está formada por tiras de madera llamadas duelas y la boca de la tapa de resonancia no está abierta, sino tapada parcialmente por una roseta. El clavijero puede incorporar tanto mecanismo de clavija de madera como el de metal de las guitarras modernas.  En las piezas de mayor calidad el clavijero solía incorporar una talla en el extremo del mismo.

## Historia
Este instrumento tiene su origen en el siglo XIX, llegando a ser muy popular en Alemania a finales del siglo XIX y en el primer tercio del siglo XX, fue muy utilizado en las escuelas, tanto por niños como niñas, debido a sus similitudes con la guitarra convencional, pero con la estética y la sonoridad de un laúd. Su longitud de escala es corta (sobre 63 centímetros), característica que la hizo muy interesante como guitarra de viaje. Debido a su éxito, se construyeron una gran cantidad de unidades por diversas fábricas y luthieres, siendo una de ellas W. Ritmüller & Sohn.